# Kuzun
Kuzun är en ort i Azerbajdzjan.   Den ligger i distriktet Qusar Rayonu, i den nordöstra delen av landet, 180 km nordväst om huvudstaden Baku. Kuzun ligger 1 280 meter över havet och antalet invånare är 1 091.
Terrängen runt Kuzun är kuperad åt nordost, men åt sydväst är den bergig. Kuzun ligger nere i en dal. Närmaste större samhälle är Urva, 17,3 km öster om Kuzun. 
Trakten runt Kuzun består i huvudsak av gräsmarker. Runt Kuzun är det ganska glesbefolkat, med 48 invånare per kvadratkilometer.